# Landkreis Nordvorpommern
Landkreis Nordvorpommern – były nadbałtycki powiat kraju związkowego Meklemburgia-Pomorze Przednie za stolicą w Grimmen. Sąsiadował z powiatami: Ostvorpommern, Demmin, Güstrow, Bad Doberan oraz z miastem na prawach powiatu Stralsund, a także poprzez wody cieśniny Strelasund i Zatoki Greifswaldzkiej z powiatem Rügen.

## Geografia
Do powiatu należał półwysep Fischland-Darß-Zingst (o istotnym znaczeniu turystycznym) wchodzący (wraz z płytkimi lagunami pomiędzy nim a stałym lądem) w skład Parku Narodowego „Vorpommersche Boddenlandschaft”. Większe rzeki powiatu to: Recknitz, Trebel i Barthe.

## Historia
Region historycznie należał do Pomorza (był jego najbardziej wysuniętą na zachód częścią). Do 1815 roku należał do Szwecji (Pomorze Szwedzkie), później wskutek ustaleń kongresu wiedeńskiego był terytorium pruskim nazywanym Neuvorpommern. Powiat został utworzony w 1994 roku poprzez połączenie powiatów Stralsund, Grimmen i Ribnitz-Damgarten. W wyniku reformy administracyjnej Meklemburgii-Pomorza Przedniego powiat został włączony 4 września 2011 do nowo utworzonego Landkreis Vorpommern-Rügen.

## Podział administracyjny
W skład powiatu wchodziły:
- cztery gminy (niem. amtsfreie Gemeinde)
- osiem związków gmin (niem. Amt)

Gminy:
| Lp. | Nazwa     | Ludność (31.12.2008) | Powierzchnia km² |
| --- | --------- | -------------------- | ---------------- |
| 1   | Grimmen   | 10.655               | 50,29            |
| 2   | Marlow    | 4.869                | 139,99           |
| 3   | Süderholz | 4.171                | 149,07           |
| 4   | Zingst    | 3.203                | 50,34            |

Związki gmin:
| Lp. | Nazwa                     | Ludność (31.12.2008) | Powierzchnia km² | Liczba gmin |
| --- | ------------------------- | -------------------- | ---------------- | ----------- |
| 1   | Amt Altenpleen            | 7273                 | 121,40           | 6           |
| 2   | Amt Barth                 | 15 961               | 242,15           | 11          |
| 3   | Amt Darß/Fischland        | 7123                 | 122,19           | 6           |
| 4   | Amt Franzburg-Richtenberg | 8550                 | 305,23           | 10          |
| 5   | Amt Miltzow               | 7474                 | 228,73           | 3           |
| 6   | Amt Niepars               | 9904                 | 185,69           | 10          |
| 7   | Amt Recknitz-Trebeltal    | 9298                 | 340,26           | 10          |
| 8   | Amt Ribnitz-Damgarten     | 19 482               | 236,79           | 4           |